# Christian Bruun
 Christian Walter Bruun (udgav sine værker under navnet Chr. Bruun) (født 10. december 1831 i København, død 28. februar 1906 på Frederiksberg) var en dansk bibliotekar og historiker.
Chr. Bruun blev født i København. Hans forældre var fhv. artillerikapitajn Christian Frederik Bruun og Bolette Marie født Becker.

## Uddannelse og tidlig karriere
Efter i 1850 at være bleven student og 1857 at have taget filologisk-historisk embedseksamen blev han i efteråret 1857 ansat som voluntør ved Det Kongelige Bibliotek og avancerede her i de følgende år så hurtig, at han 20. marts 1863 som bibliotekar blev stillet i spidsen for denne institution.
To år senere fik han justitsrådstitel, 1867 blev han medlem af Det kongelige danske Selskab for Fædrelandets Historie, hvis forstander han tillige var mellem 1882 og 1892. 1871 optog Det Kongelige Norske Videnskabers Selskab i Trondhjem ham til medlem, og ved Københavns Universitets firehundredårsfest 1879 kreeredes han til æresdoktor. 1859 ægtede han Charlotte Justiniane Bruun.
Interessen for arkæologi og antikviteter havde i Bruuns studenterdage ligget ham nærmest og bragte ham den gang (1855) til at besvare en af Universitetet udsat prisopgave: en historisk Skildring af det branchidiske Orakel og den didymæiske Apollos Tempel ved Milet, for hvilken besvarelse der tildeltes ham "et hæderligt Accessit".

## Det Kongelige Bibliotek
Men slige studier veg efter hans ansættelse ved Det Kongelige Bibliotek for den her mere nærliggende syssel med dansk litteratur og dernæst også med dansk historie. Bruun har på disse områder virket med stor energi og flid. Man har fra hans hånd en række bibliografiske arbejder, særlig med hensyn til reformationstiden og den Holbergske periode, han har givet en beskrivelse af de illuminerede håndskrifter, der findes i Det Kongelige Bibliotek, og han har i en række større eller mindre skrifter og afhandlinger behandlet litteraturhistoriske og rent historiske emner.

## Historiske arbejder
For vor marines historie synes han at have haft stor forkærlighed, således som det træder frem ved hans større skrifter Curt Sivertsen Adelaer (1871) og Slaget paa Kolberger-Heide 1. Juli 1644 (1879) samt ved afhandlingen om Niels Juel og Hollænderne  og Admiral Lord Nelson og Peter Willemoës (1882).
Ved siden deraf har Enevældens første tid indtil Frederik 4.’s død været behandlet af ham i et par større arbejder: Frederik Rostgaard og hans Samtid (2 bind, 1870-71) og Gunde Rosenkrantz (1885), ligesom han med hensyn til samme tid har behandlet Cai Lykkes historie (1886) og søgt at paa vise den virkelige sammenhæng med enevældens indførelse i Danmark 1660 .
I 1898 udkom biografien om P.F. Suhm, som stadig er det mest omfattende værk om den danske historiker. Heri tryktes også en del af Suhms korrespondance med samtidens litterære personligheder.
Af større udgiverarbejder kan nævnes Bruuns udgave af Holbergs Epistler med oplysende anmærkninger (1865-72); han har været medudgiver af det 12 bind omfattende tidsskrift Danske Samlinger for Historie, Topografi, Personal- og Litteraturhistorie, hvortil han selv har leveret en mængde bidrag, han har siden 1865 udgivet Aarsberetninger og Meddelelser fra det store kongelige Bibliothek og ledet udgivelsen af Bibliotheca danica, en systematisk Fortegnelse over den danske Litteratur fra 1482-1830 (1873 ff.).
Ved denne omfattende og fortjenstfulde litterære og videnskabelige virksomhed har Bruun dels fremmet bog- og litteraturkundskab vedrørende vort fædreland, dels ydet en række værdifulde oplysninger med hensyn til historiske forhold og personligheder. Adskilligt har han bragt til fuldstændig klarhed, på andre punkter har han givet vigtige bidrag til vanskelige spørgsmåls behandling.
Efter Bruuns død fandtes et efterladt ufuldstændigt selvbiografisk manuskript omhandlende Det Kongelige Biblioteks historie omkring tidspunktet for hans ansættelse i 1857. Det udgaves i 1906 med titlen Erindringer fra det gamle Kongelige Bibliotek.